# لی کوچمان
لی کوچمان (عبری: לי קוכמן‎؛ زادهٔ ۱۸ آوریل ۱۹۹۵) جودوکار اهل اسرائیل است.
وی در مسابقات کشوری و بین‌المللی در مجموع برندهٔ ۱ مدال نقره شده‌است.